# منى كريم (ممثلة)
منى كريم ممثلة، ومؤدية أصوات لبنانية. ابنة الفنانة فريال كريم ووالدها الفنان والمخرج الإذاعي محمد كريم وهو أحد رواد الإذاعة اللبنانية منذ الستينات، درست تخصص الأدب الفرنسي.

## فيلموغرافيا

### أدوار الدبلجة
- ثانوية الاستخبارات
- المختار الثقفي
- يوسف الصديق

## روابط خارجية
- منى كريم على موقع IMDb (الإنجليزية)
- منى كريم على موقع قاعدة بيانات الأفلام العربية